# Molly Phillips
Molly Phillips (* 31. Januar 2001 in Abilene, Texas) ist eine US-amerikanische Beachvolleyball- und ehemalige Volleyballspielerin. Sie gewann die NCAA-Meisterschaft 2022 und 2023 im Volleyball sowie 2024 im Beachvolleyball.

## Karriere Halle
Als Freshman an der Mansfield High School wurde die Schülerin zum All-District Newcomer of the Year gewählt, als Sophomore war sie wertvollste Blockerin, eine Saison später wertvollste Angreiferin und 2018 in ihrem Abschlussjahr All-District Hitter of the Year. Sie führte die Statistiken in Dallas-Fort Worth mit 768 Kills an. Außerdem erreichte sie einen neuen Schulrekord mit 2003 erfolgreich abgeschlossenen Angriffen in vier Jahren. In allen Spielzeiten stand sie im All-District First Team. 2018 wurde sie auch ins Juniorennationalteam berufen und hatte entscheidenden Anteil als Mittelblockerin am 3:0-Sieg der Vereinigten Staaten über die Dominikanische Republik im Endspiel der NORCECA-Meisterschaft.
Eine Saison später gehörte sie zum Team, das bei der Weltmeisterschaft der unter Zwanzigjährigen den achten Platz belegte. Im gleichen Jahr schrieb sie sich an der University of Texas ein. Als Rookie wurde sie in allen 27 Spielen eingesetzt. 2020 stand sie in 19 von 29 Begegnungen in der Anfangsformation, in den restlichen Partien wurde sie eingewechselt. Die Longhorns wurden mit ihr Vizemeister. 2021 wurde sie in ebenfalls 29 Spielen in allen 97 Sätzen benötigt. Ihr gelangen Karrierebestleistungen gegen Minnesota mit dreizehn erfolgreichen Angriffsschlägen und gegen Notre Dame mit sieben gelungenen Block Assists. In ihrem vorletzten Jahr an der Hochschule steigerte die Diagonalangreiferin ihren persönlichen Kills Rekord noch einmal um eine Aktion und gewann nach 28 Spielen und 24 Einsätzen in der Starting Six ihre erste NCAA Championship. Der folgte nach der fünften Big 12 Meisterschaft in Serie und nach 773 Kills, 387 Blocks und 146 gelungenen Abwehraktionen während des gesamten Studiums am 17. Dezember 2023 auch die Verteidigung des nationalen Titels. Vier Tage später war der Transfer als graduierte Studentin  an die USC perfekt.

## Karriere Beach
Ers seit 2022 hatte die Hochschule in der texanischen Hauptstadt ein Beachvolleyballteam. Phillips entschied sich ein Spieljahr später, die Longhorns auch im Sand zu unterstützen. Denen gelang jedoch nur ein einziger Sieg in der gesamten Saison. Die Trojans hingegen, zu denen die Athletin nach der zweiten Hallenmeisterschaft wechselte, hatten seit 2016 mit Ausnahme von zwei Jahren jedes Mal den Titel gewonnen. Die im Tarrant County aufgewachsene Sportlerin blieb in acht Partien mit vier verschiedenen Partnerinnen ungeschlagen und unterstützte so das von Olympiasieger Dain Blanton trainierte Team der Southern Cal. Phillips war damit die erste NCAA Division I Studentin, die im gleichen Schuljahr mit Mannschaften aus zwei verschiedenen Hochschulen zwei Landesmeisterschaften gewinnen konnte. In den Play-offs wurde sie jedoch nicht mehr eingesetzt.
Zum ersten Mal bei der AVP Tour auf dem Spielfeld im Sand stand sie mit Kylie Wickley in Manhattan Beach im August 2024. Die erste Partie der beiden in der Vorausscheidung war auch gleichzeitig ihre letzte. Besser lief es in der World Pro Tour der FIVB. Bei den Futures in Qidong nach zwei erfolgreich überstandenen Qualirunden und in Qingdao als gesetztes Team an der Seite von Jaden Race reichte jeweils ein Sieg zum Überstehen der Gruppenphase. Während in der Provinz Jiangsu ein weiteres gewonnenes Spiel zum geteilten fünften Platz führte, blieb es in der Provinz Shandong bei dem einen Erfolg. Danach startete die gebürtige Texanerin mit Alaina Chacon bei drei Challengers der internationalen Beachserie. In Haikou und Nuvali sorgten jeweils zwei Siege für den Einzug in den Hauptwettbewerb, in Chennai war die zweite Qualifikationsrunde die Endstation für die US-Amerikanerinnen. Zwei NORCECA-Veranstaltungen mit verschiedenen Partnerinnen beendete Philips einmal auf der untersten und danach auf der obersten Stufe des Podests. 2025 lief es bei den großen Beachtouren noch etwas besser als im Vorjahr. Kahlee York und Phillips sicherten sich in Palm Beach den geteilten neunten Rang bei der amerikanischen Tour. Hailey Harward und Letztere überstanden bei den ersten hochwertigen vier Events der Weltserie sämtliche Qualifikationshindernisse. Bei den Elite16 in Saquarema und Brasilia gelang sogar der Einzug in die erste Hauptrunde. Wertvollstes Resultat auf ihrem gemeinsamen Weg bis zu diesem Zeitpunkt war jedoch der geteilte neunte Platz beim Challenge in Alanya im Juni. Da sie inzwischen genügend Weltranglistenpunkte gesammelt hatten, blieb ihnen die Qualifikation erspart. Im Pool besiegten sie Marie-Sára Štochlová / Markéta Svozilová und in der ersten Hauptrunde die Olympiafünften Daniela Álvarez / Tania Moreno, bevor sie in drei Sätzen gegen Darja Romanjuk / Jewa Serdjuk verloren. Dieses Ergebnis konnte Phillips zwei Monate später noch einmal verbessern, als sie und Deahna Kraft in Baden die amtierenden Europameisterinnen Tetjana Lasarenko und Maryna Hladun im Achtelfinale eliminierten.

## Auszeichnungen
- 2018: PrepVolleyball All-America First Team
- 2022: AVCA Honorable Mention All-American
- 2022: VolleyballMag.com Fourth Team All-American[6]

## Privates
Die Sportlerin hat einen Bruder namens Mac. Der Vorname der Mutter ist Marci. Vater John Phillips war von 1988 bis 1993 Offensive Tackle im Footballteam der Abilene Christian University und wurde 1992 ins Academic All-Lone Star Conference team gewählt. Die beiden Cousins von Molly Phillips Jake und Coy McMillon standen ebenfalls im Footballkader ihrer jeweiligen Hochschule.